# The X Factor (tizenegyedik évad)
A The X Factor egy brit tehetségkutató, melynek legfőbb célja, hogy új popsztárokat fedezzen fel. A műsor tizenegyedik évada 2014. augusztus 30-tól fog adásba kerülni az angol ITV nevű csatornán. A műsorvezető ismét Dermot O'Leary immáron nyolcadik alkalommal. Az Xtra Factor házigazdája pedig, Sarah-Jane Crawford az idei évadban.  A zsűri tagjai 2014-ben a tizenegyedik éve zsűriző Louis Walsh és a hároméves távollét után visszatérő Simon Cowell és Cheryl Fernandez-Versini hozzájuk csatlakozott a Nicole Scherzinger-t váltó Mel B. A Finálé első estéjén a betegség miatt távol maradó Mel B helyett Tulisa zsűrizett, a második estén Mel B már ott ült a zsűriben.
Az évad újdonsága, hogy ez előző szériákkal ellentétben nem 16, hanem már 14 éves kortól lehet jelentkezni, a szabályt már a negyedik és ötödik évadban is kipróbálták. A szoba válogatások májusban és júniusban zajlottak öt helyszínen, ezt követte augusztusban az aréna válogatás és a Tábor. A mentorok háza részeit szeptemberben vették fel. Az élő műsorok októberben kezdődtek. A Fináléra december 13-14-én került sor az SSE Arénában Londonban. Az évad nyertese Ben Haenow lett a szavazatok 57,2%-át szerezte meg a Fináléban, mentora Simon Cowell volt.

## A zsűri és a műsorvezetők
2013 júliusában Sharon Osbourne, aki a műsor tizedik évadára tért vissza a zsűribe 2013-ban, bejelentette, hogy csak egy évadra írt alá, a következő évben már nem fog újra zsűrizni. A műsor tizedik évadának első élő adásában Gary Barlow is bejelentette, hogy a 2013-as évad után távozik a műsorból. Louis Walsh, aki a kezdetek óta a zsűri tagja, 2013 nyarán azt nyilatkozta, hogy ő is kilép a műsorból, ám később azt mondta lehet hogy visszatér a zsűriba, ha a show kitalálója Simon Cowell újra csatlakozik a zsűrihez. Walsh az élő adások alatt kijelentette, hogy nagyon élvezi az évadot és szívesen visszatér a zsűribe. 2014. február 14-én Simon Cowell a Twitteren megköszönte Nicole Scherzinger kétéves munkáját, ezzel nyilvánossá vált távozása a műsorból.
2013. november 19-én a brit lapok Rita Ora nevét emlegették lehetséges zsűritagként, az énekesnő Nicole Scherzinger helyét vette volna át a műsorban a sajtó szerint. 2014. február 7-én Simon Cowell hivatalosan bejelentette visszatérését a műsorba. A pletykák szerint Cheryl Cole és Dannii Minogue visszatérése sem volt kizárható 2014-ben. Cheryl Fernandez-Versini végül március 10-én bejelentette visszatérését a műsorba. Louis Walsh május 30-án bejelentette, hogy a 11. évadban is elfoglalja az egyik széket a mentorok asztalánál. Június 11-én bejelentették, hogy  Nicole Scherzinger helyét a korábban vendégmentorként már kipróbált Melanie Brown, művésznéven Mel B veszi át. A Finálé első estéjén Mel B nem tudott megjelenni betegség miatt helyette Tulisa Contostavlos zsűrizett az évad utolsó előtti showjában.
Dermot O'Leary nyolcadik alkalommal is vállalta a főműsor vezetését, az Xtra Factor-ból Caroline Flack és Matt Richardson is távozott helyükre Sarah-Jane Crawford érkezett.  Yvie Burnett visszatért, mint a versenyzők ének tanára. Brian Friedman 2012 után idén megint betölti a kreatív direktor szerepét a műsorban.

## A kiválasztás menete
Március 11-én Cowell bejelentette a londoni sajtótájékoztatón, hogy a szoba válogatások és a 2013-ban bemutatott Tábor formátum is visszatér a 2014-es évadban.

### Válogatások
A producerek válogatásai 2014. április 5-én kezdődtek meg Dublinban és május 5-én értek véget Liverpoolban. A produceri válogatásokon kívül idén is lehetőség nyílt az úgynevezett mobilválogatásokra, amelyek március 24-én kezdődtek meg. A mobil válogatások idén Cork, Belfast, Newquay, Exeter, Bournemouth, Southampton, Bristol, Newport, Barry, Swansea, Romford, Leicester, Brighton, Norwich, Sunderland, Middlesborough, South Shields, Durham, Glasgow, Dundee, Aberdeen, Ayr, Solihull, Dudley, Coventry, Wolverhampton, Warrington, Leeds, Kingston-upon-Hull, Sheffield, Birkenhead, Blackpool, Bolton és Widnes városokban zajlottak.

#### Producerek meghallgatásai
| Város      | Időpont           | Helyszín                    |
| ---------- | ----------------- | --------------------------- |
| Dublin     | 2014. április 5.  | Convention Centre Dublin    |
| Plymouth   | 2014. április 8.  | Holiday Inn Plymouth        |
| Cardiff    | 2014. április 10. | Holland House, Cardiff      |
| London     | 2014. április 13. | Emirates Stadium            |
| Birmingham | 2014. április 23. | St. Andrews Stadium         |
| Edinburgh  | 2014. április 27. | Murrayfield Stadium         |
| Gateshead  | 2014. április 30. | Sage Gateshead              |
| Manchester | 2014. május 3.    | Old Trafford Cricket Ground |
| Liverpool  | 2014. május 5.    | Liverpool Convention Centre |

#### Zsűri meghallgatása
A meghallgatások a zsűri tagjai előtt június 16-án kezdődtek. A versenyzőknek először a szobákban, majd az arénában kellett legalább három igen begyűjteniük a továbbjutáshoz. A zárt meghallgatások Manchester, London, Newcastle és Edinburgh városban zajlottak. A meghallgatások az arénában 2014. augusztus 1-4-ig tartottak London-ban a The SSE Arena-ban, melyet korábban Wembley Arena-nak hívtak.
| Város      | Szoba válogató      | Szoba válogató        | Aréna válogató       | Aréna válogató |
| Város      | Időpont             | Helyszín              | Időpont              | Helyszín       |
| ---------- | ------------------- | --------------------- | -------------------- | -------------- |
| Manchester | 2014. június 16-17. | Emirates Old Trafford | N/A                  | N/A            |
| London     | 2014. június 20.    | Emirates Stadium      | 2014. augusztus 1-4. | The SSE Arena  |
| London     | 2014. június 22-24. | Emirates Stadium      | 2014. augusztus 1-4. | The SSE Arena  |
| Newcastle  | 2014. június 26.    | St. James' Park       | N/A                  | N/A            |
| Edinburgh  | 2014. július 1.     | Assembly Rooms        | N/A                  | N/A            |

### Tábor
Idén visszatért a tizedik évadban bevezetett hat-szék formátum, amelynek keretében a zsűri tagjai megtudják, hogy melyik kategória mentorai lettek. A kihíváson a közönség is részt vehet, az arénában a színpad szélén hat széket helyeznek el. A versenyző előadása után a mentora eldönti, hogy tovább viszi-e versenyzőt a mentor házába, ha igen a válasz, akkor a versenyző helyet foglalhat a hat szék egyikén. Azonban, aki a széken ül az sincs teljes biztonságban, hiszen ameddig az adott kategória összes versenyzője színpadra nem lépett, addig a mentor mindig változtathatott azon, hogy kiket ültet a székekre. Végül a hat megmaradt előadó minden kategóriából tovább jutott a Mentorok házába. Walsh idén a csapatok, Cheryl a lányok, Mel B a fiúk, míg Cowell a 25 év felettiek mentora lett.
A felvételek 2014. augusztus 9-10-ig zajlottak a The SSE Arena-ban. A műsor ezen szakaszába 114 versenyző jutott be, akiknek csapatokban kellett bizonyítania a zsűri előtt ezen kihívás után már csak 57 versenyző kezdhette meg a hat-szék kihívást.

### Mentorok háza
Walsh idén a csapatokkal Bermudába utazott a volt zsűritaggal Tulisaval, Cheryl a lányokkal és Tinie Tempah-val Nizzába, Mel B a fiúkat Cancúnba vitte, neki Emma Bunton segített, Cowell a 25 év felettieket Los Angelesbe vitte, ahol Sinitta segített neki a választásban.
A legjobb 24:
- Fiúk: Paul Akister, Danny Dearden, Andrea Faustini, Jordan Morris, Jake Quickenden, Jack Walton
- Lányok: Kerrianne Covell, Chloe Jasmine, Emily Middlemas, Stephanie Nala, Lauren Platt, Lola Saunders
- 25 év felettiek: Fleur East, Helen Fulthorpe, Ben Haenow, Jay James, Lizzy Pattinson, Stevi Ritchie
- Csapatok: Blonde Electra, Concept, New Boy Band, New Girl Group, Only The Young, The Brooks

| Mentor | Kategória       | Helyszín    | Vendégmentor        | Kiesett versenyzők                  | Wildcard      |
| ------ | --------------- | ----------- | ------------------- | ----------------------------------- | ------------- |
| Cowell | 25 év felettiek | Los Angeles | Sinitta             | Helen Fulthorpe, Lizzy Pattinson    | Stevi Ritchie |
| Cheryl | Lányok          | Nizza       | Tinie Tempah        | Kerrianne Covell, Emily Middlemas   | Lola Saunders |
| Mel B  | Fiúk            | Cancún      | Emma Bunton         | Danny Dearden, Jordan Morris        | Jack Walton   |
| Walsh  | Csapatok        | Bermuda     | Tulisa Contostavlos | Concept, New Girl Group, The Brooks | Overload      |

## Döntősök
Jelmagyarázat:
Jelzések:
     – Nyertes
     – Második helyezett
     – Harmadik helyezett
| Kategória (mentor)       | Versenyzők     | Versenyzők      | Versenyzők          | Versenyzők    |
| ------------------------ | -------------- | --------------- | ------------------- | ------------- |
| Fiúk (Mel B)             | Paul Akister   | Andrea Faustini | Jake Quickenden     | Jack Walton   |
| Lányok (Cheryl)          | Chloe Jasmine  | Stephanie Nala  | Lauren Platt        | Lola Saunders |
| 25 év felettiek (Cowell) | Fleur East     | Ben Haenow      | Jay James           | Stevi Ritchie |
| Csapatok (Walsh)         | Blonde Electra | Only the Young  | Overload Generation | Stereo Kicks  |

## Élő műsorok
2014. szeptember 24-én bejelentették, hogy az évadban a megszokottól eltérő módon, de újból megjelenik az úgynevezett "Wildcard". Az eddigiektől eltérően minden zsűritag egy másik zsűritag kategóriájának a Wildcard versenyzőjét választja ki. Cheryl egy 25 év felettit választ Simon-nak, Mel egy csapatot Louis-nak, Louis egy lányt Cheryl-nek, Simon pedig egy fiút Mel-nek. Ez 16 továbbjutót jelent az élő műsorokba, ami miatt visszatér a dupla kiesés is a műsorba.
Először a műsor történetében idén ingyenes lehetett szavazni a versenyzőkre mind telefonról, mind pedig az applikáció segítségével.
Az élő műsorok 2014. október 11-én vették kezdetüket. Az első héten Pharrell Williams és Taylor Swift volt a vendég fellépő. A második héten Jessie J és a Maroon 5 lépett fel a Fountain Studios-ban felépített stúdióban. A harmadik héten Ed Sheeran és a OneRepublic adta elő legújabb dalát élőben. A negyedik héten a The Script, John Legend és Cheryl lépett fel. Az ötödik héten Sam Smith és a One Direction énekelt. A hatodik héten Olly Murs és a volt zsűritag Nicole Scherzinger lépett színpadra. A hetedik héten David Guetta ft. Emeli Sandé, Labirinth és a Take That lépett színpadra. Queen + Adam Lambert  és a Union J valamint Ella Henderson a nyolcadik héten, míg a  Fifth Harmony, Sam Bailey és Idina Menzel & Michael Bublé a kilencedik eredményhirdetésen lépett fel. A Finálé első estéjén a Take That, Meghan Trainor, korábbi versenyzők és Ed Sheeran lépett fel, míg december 14-én Sam Smith, a One Direction és Olly Murs & Demi Lovato kápráztatta el a 10 ezer fős közönséget.

### A versenyzők eredményei
Jelmagyarázat
| – | A versenyző benne volt az utolsó kettő/háromban, párbajoznia kellett.                         |
| – | A versenyző benne volt az utolsó háromban, de a legkevesebb szavazatot kapva azonnal kiesett. |
| – | A versenyző a legkevesebb szavazatot kapta és kiesett, párbaj nélkül.                         |
| – | Legtöbb szavazattal rendelkező versenyző.                                                     |

| Versenyző           | 1. hét                                 | 2. hét                             | 3. hét                             | 4. hét                           | 5. hét                          | 6. hét                       | 7. hét                             | 8. hét                          | 9. hét                          | 10. hét                                                               | 10. hét                                                               |
| Versenyző           | 1. hét                                 | 2. hét                             | 3. hét                             | 4. hét                           | 5. hét                          | 6. hét                       | 7. hét                             | 8. hét                          | 9. hét                          | Szombat                                                               | Vasárnap                                                              |
| ------------------- | -------------------------------------- | ---------------------------------- | ---------------------------------- | -------------------------------- | ------------------------------- | ---------------------------- | ---------------------------------- | ------------------------------- | ------------------------------- | --------------------------------------------------------------------- | --------------------------------------------------------------------- |
| Ben Haenow          | 4. 8,7%                                | 4. 9,1%                            | 3. 10,1%                           | 1. 12,2%                         | 1. 14,8%                        | 1. 16,4%                     | 1. 19,4%                           | 1. 26,4%                        | 1. 36,5%                        | 1. 45,1%                                                              | Nyertes 57,2%                                                         |
| Fleur East          | 5. 6,0%                                | 7. 6,0%                            | 5. 9,3%                            | 6. 9,4%                          | 5. 10,8%                        | 2. 14,0%                     | 2. 16,1%                           | 3. 17,9%                        | 2. 24,3%                        | 2. 32,7%                                                              | Második 34,3%                                                         |
| Andrea Faustini     | 1. 19,2%                               | 1. 14,5%                           | 1. 14,4%                           | 2. 11,9%                         | 2. 14,0%                        | 4. 12,7%                     | 6. 13,2%                           | 2. 21,0%                        | 4. 19,1%                        | 3. 22,2%                                                              | Kiesett (10. hét)                                                     |
| Lauren Platt        | 2. 10,4%                               | 2. 12,7%                           | 2. 11,8%                           | 4. 11,7%                         | 3. 13,1%                        | 3. 13,2%                     | 3. 16,0%                           | 4. 17,8%                        | 3. 20,1%                        | Kiesett (9. hét)                                                      | Kiesett (9. hét)                                                      |
| Stereo Kicks        | 11. 4,6%                               | 12. 4,4%                           | 6. 8,9%                            | 9. 8,3%                          | 4. 12,4%                        | 5. 12,2%                     | 4. 15,3%                           | 5. 16,9%                        | Kiesett (8. hét)                | Kiesett (8. hét)                                                      | Kiesett (8. hét)                                                      |
| Stevi Ritchie       | 10. 4,9%                               | 8. 5,9%                            | 7. 7,4%                            | 2. 11,9%                         | 6. 10,3%                        | 7. 10,8%                     | 5. 14,7%                           | Kiesett (7. hét)                | Kiesett (7. hét)                | Kiesett (7. hét)                                                      | Kiesett (7. hét)                                                      |
| Only The Young      | 13. 4,0%                               | 9. 5,6%                            | 11. 5,2%                           | 6. 9,0%                          | 7. 8,4%                         | 6. 12,2%                     | 7. 5,3%                            | Kiesett (7. hét)                | Kiesett (7. hét)                | Kiesett (7. hét)                                                      | Kiesett (7. hét)                                                      |
| Jay James           | 7. 5,5%                                | 5. 7,6%                            | 8. 7,1%                            | 8. 8,3%                          | 8. 8,1%                         | 8. 8,5%                      | Kiesett (6. hét)                   | Kiesett (6. hét)                | Kiesett (6. hét)                | Kiesett (6. hét)                                                      | Kiesett (6. hét)                                                      |
| Paul Akister        | 3. 10,0%                               | 3. 9,9%                            | 4. 9,4%                            | 5. 9,5%                          | 9. 8,1%                         | Kiesett (5. hét)             | Kiesett (5. hét)                   | Kiesett (5. hét)                | Kiesett (5. hét)                | Kiesett (5. hét)                                                      | Kiesett (5. hét)                                                      |
| Lola Saunders       | 6. 5,7%                                | 6. 7,6%                            | 9. 6,9%                            | 10. 6,3%                         | Kiesett (4. hét)                | Kiesett (4. hét)             | Kiesett (4. hét)                   | Kiesett (4. hét)                | Kiesett (4. hét)                | Kiesett (4. hét)                                                      | Kiesett (4. hét)                                                      |
| Jack Walton         | 9. 5,0%                                | 10. 5,3%                           | 10. 5,3%                           | 11. 2,6%                         | Kiesett (4. hét)                | Kiesett (4. hét)             | Kiesett (4. hét)                   | Kiesett (4. hét)                | Kiesett (4. hét)                | Kiesett (4. hét)                                                      | Kiesett (4. hét)                                                      |
| Jake Quickenden     | 8. 5,1%                                | 11. 4,8%                           | 12. 4,2%                           | Kiesett (3. hét)                 | Kiesett (3. hét)                | Kiesett (3. hét)             | Kiesett (3. hét)                   | Kiesett (3. hét)                | Kiesett (3. hét)                | Kiesett (3. hét)                                                      | Kiesett (3. hét)                                                      |
| Chloe Jasmine       | 12. 4,3%                               | 13. 4,0%                           | Kiesett (2. hét)                   | Kiesett (2. hét)                 | Kiesett (2. hét)                | Kiesett (2. hét)             | Kiesett (2. hét)                   | Kiesett (2. hét)                | Kiesett (2. hét)                | Kiesett (2. hét)                                                      | Kiesett (2. hét)                                                      |
| Stephanie Nala      | 14. 2,9%                               | 14. 2,6%                           | Kiesett (2. hét)                   | Kiesett (2. hét)                 | Kiesett (2. hét)                | Kiesett (2. hét)             | Kiesett (2. hét)                   | Kiesett (2. hét)                | Kiesett (2. hét)                | Kiesett (2. hét)                                                      | Kiesett (2. hét)                                                      |
| Overload Generation | 15. 2,7%                               | Kiesett (1. hét)                   | Kiesett (1. hét)                   | Kiesett (1. hét)                 | Kiesett (1. hét)                | Kiesett (1. hét)             | Kiesett (1. hét)                   | Kiesett (1. hét)                | Kiesett (1. hét)                | Kiesett (1. hét)                                                      | Kiesett (1. hét)                                                      |
| Blonde Electra      | 16. 1,0%                               | Kiesett (1. hét)                   | Kiesett (1. hét)                   | Kiesett (1. hét)                 | Kiesett (1. hét)                | Kiesett (1. hét)             | Kiesett (1. hét)                   | Kiesett (1. hét)                | Kiesett (1. hét)                | Kiesett (1. hét)                                                      | Kiesett (1. hét)                                                      |
|                     |                                        |                                    |                                    |                                  |                                 |                              |                                    |                                 |                                 |                                                                       |                                                                       |
| Párbaj              | Nala, Overload Generation              | Jasmine, Stereo Kicks              | Only The Young, Quickenden         | Saunders, Stereo Kicks           | Akister, James                  | James, Ritchie               | Faustini, Ritchie                  | Platt, Stereo Kicks             | Faustini, Platt                 | Nincs párbaj, a zsűri nem szavaz, csak a nézői szavazatok számítanak. | Nincs párbaj, a zsűri nem szavaz, csak a nézői szavazatok számítanak. |
| Walsh szavazata     | Nala                                   | Jamsine                            | Quickenden                         | Saunders                         | Akister                         | Ritchie                      | Ritchie                            | Platt                           | Platt                           | Nincs párbaj, a zsűri nem szavaz, csak a nézői szavazatok számítanak. | Nincs párbaj, a zsűri nem szavaz, csak a nézői szavazatok számítanak. |
| Mel B szavazata     | Nala                                   | Jasmine                            | Only The Young                     | Saunders                         | James                           | James                        | Ritchie                            | Platt                           | Platt                           | Nincs párbaj, a zsűri nem szavaz, csak a nézői szavazatok számítanak. | Nincs párbaj, a zsűri nem szavaz, csak a nézői szavazatok számítanak. |
| Cheryl szavazata    | Overload                               | Stereo Kicks                       | Quickenden                         | Stereo Kicks                     | James                           | James                        | Ritchie                            | Stereo Kicks                    | Faustini                        | Nincs párbaj, a zsűri nem szavaz, csak a nézői szavazatok számítanak. | Nincs párbaj, a zsűri nem szavaz, csak a nézői szavazatok számítanak. |
| Cowell szavazata    | Overload                               | Jasmine                            | Quickenden                         | Stereo Kicks                     | Akister                         | Ritchie                      | Faustini                           | Stereo Kicks                    | Platt                           | Nincs párbaj, a zsűri nem szavaz, csak a nézői szavazatok számítanak. | Nincs párbaj, a zsűri nem szavaz, csak a nézői szavazatok számítanak. |
| Kiesett             | Blonde Electra 1% továbbjutáshoz       | Stephanie Nala 2,6% továbbjutáshoz | Jake Quickenden 3/4 szavazat Zsűri | Jack Walton 2,6% továbbjutáshoz  | Paul Akister 2/4 szavazat Nézők | Jay James 2/4 szavazat Nézők | Only The Young 5,3% továbbjutáshoz | Stereo Kicks 2/4 szavazat Nézők | Lauren Platt 3/4 szavazat Zsűri | Andrea Faustini 22,2% a győzelemhez                                   | Fleur East 34,3% a győzelemhez                                        |
| Kiesett             | Overload Generation 2/4 szavazat Nézők | Chloe Jasmine 3/4 szavazat Zsűri   | Jake Quickenden 3/4 szavazat Zsűri | Lola Saunders 2/4 szavazat Nézők | Paul Akister 2/4 szavazat Nézők | Jay James 2/4 szavazat Nézők | Stevi Ritchie 3/4 szavazat Zsűri   | Stereo Kicks 2/4 szavazat Nézők | Lauren Platt 3/4 szavazat Zsűri | Andrea Faustini 22,2% a győzelemhez                                   | Fleur East 34,3% a győzelemhez                                        |

### Az élő műsorok

#### 1. hét (október 11/12.)
- Téma: Number One dalok ("Number ones")[41]
- Közös produkció: "Anything Could Happen"
- Sztárfellépők: Pharrell Williams és Taylor Swift[42]

A műsor elején kihirdették a WildCard versenyzőket, akik Stevi Ritchie, az Overload Generation, Jack Walton és Lola Saunders voltak.
| Versenyző           | Sorrend | Dal                                  | Eredmény     |
| ------------------- | ------- | ------------------------------------ | ------------ |
| Paul Akister        | 1.      | "Ghost"                              | Továbbjutott |
| Lola Saunders       | 2.      | "Stay with Me"                       | Továbbjutott |
| Overload Generation | 3.      | "I Kissed a Girl"                    | Utolsó három |
| Jay James           | 4.      | Changing"                            | Továbbjutott |
| Stephanie Nala      | 5.      | "Everything I Own"                   | Utolsó három |
| Jack Walton         | 6.      | "Only Girl (In the World)"           | Továbbjutott |
| Chloe Jasmine       | 7.      | "Toxic"                              | Továbbjutott |
| Stereo Kicks        | 8.      | "Roar"                               | Továbbjutott |
| Stevi Ritchie       | 9.      | "Livin' la Vida Loca"                | Továbbjutott |
| Lauren Platt        | 10.     | "Happy"                              | Továbbjutott |
| Blonde Electra      | 11.     | "Kids in America"                    | Kiesett      |
| Ben Haenow          | 12.     | "Bridge over Troubled Water"         | Továbbjutott |
| Jake Quickenden     | 13.     | "She's the One"                      | Továbbjutott |
| Fleur East          | 14.     | "All About That Bass"                | Továbbjutott |
| Only The Young      | 15.     | "Jailhouse Rock" / "Twist and Shout" | Továbbjutott |
| Andrea Faustini     | 16.     | "Earth Song"                         | Továbbjutott |
| Párbaj              |         |                                      |              |
| Overload Generation | 1.      | "Jar of Hearts"                      | Kiesett      |
| Stephanie Nala      | 2.      | "Have You Ever"                      | Továbbjutott |

- A négy WildCard érkezése miatt ezen a hétvégén dupla kiesés volt. Az utolsó három versenyzőt kihirdették, az utolsó a szavazatok alapján automatikusan kiesett, a másik két versenyző párbajozott a zsűri szavazataiért.

A zsűri szavazata
- Cowell: Overload Generation
- Fernandez-Versini: Overload Generation
- Mel B: Stephanie Nala
- Walsh: Stephanie Nala

A Deadlock után az Overload Generation esett ki a nézői szavazatok alapján.

#### 2. hét (október 18/19.)
- Téma: A 80-as évek zenéje ("I Love the 80s")[33]
- Közös produkció:"Love Runs Out"
- Sztárfellépők: Jessie J és Maroon 5[33]

| Versenyző       | Sorrend | Dal                               | Eredmény     |
| --------------- | ------- | --------------------------------- | ------------ |
| Jack Walton     | 1.      | "Straight Up"                     | Továbbjutott |
| Stephanie Nala  | 2.      | "Call Me"                         | Kiesett      |
| Andrea Faustini | 3.      | "One Moment in Time"              | Továbbjutott |
| Lauren Platt    | 4.      | "Flashdance... What a Feeling"    | Továbbjutott |
| Ben Haenow      | 5.      | "Jealous Guy"                     | Továbbjutott |
| Fleur East      | 6.      | "It's a Shame (My Sister)"        | Továbbjutott |
| Stereo Kicks    | 7.      | "The Boys of Summer"              | Utolsó három |
| Lola Saunders   | 8.      | "Imagine"                         | Továbbjutott |
| Jake Quickenden | 9.      | "Total Eclipse of the Heart"      | Továbbjutott |
| Chloe Jasmine   | 10.     | "Fame"                            | Utolsó három |
| Paul Akister    | 11.     | "If You Don't Know Me by Now"     | Továbbjutott |
| Stevi Ritchie   | 12.     | "Never Gonna Give You Up"         | Továbbjutott |
| Only The Young  | 13.     | "Come On Eileen"                  | Továbbjutott |
| Jay James       | 14.     | "I'm Gonna Be (500 Miles)"        | Továbbjutott |
| Párbaj          |         |                                   |              |
| Chloe Jasmine   | 1.      | "Will You Still Love Me Tomorrow" | Kiesett      |
| Stereo Kicks    | 2.      | "I'll Stand by You"               | Továbbjutott |

- A négy WildCard érkezése miatt ezen a hétvégén dupla kiesés volt. Az utolsó három versenyzőt kihirdették, az utolsó a szavazatok alapján automatikusan kiesett, a másik két versenyző párbajozott a zsűri szavazataiért.

A zsűri szavazata
- Fernandez-Versini: Stereo Kicks
- Walsh:Chloe Jasmine
- Mel B: Chloe Jasmine
- Cowell: Chloe Jasmine

#### 3. hét (október 25/26.)
- Téma: Filmzenék ("Saturday Night at the Movies")[46]
- Közös produkció: "Rather Be"
- Sztárfellépők: Ed Sheeran és OneRepublic[34]

| Versenyző       | Sorrend | Dal                            | Film                      | Eredmény     |
| --------------- | ------- | ------------------------------ | ------------------------- | ------------ |
| Jake Quickenden | 1.      | "She's Like the Wind"          | Dirty Dancing             | Utolsó kettő |
| Only The Young  | 2.      | "Boom Clap"                    | Csillagainkban a hiba     | Utolsó kettő |
| Jay James       | 3.      | "Skyfall"                      | Skyfall                   | Továbbjutott |
| Andrea Faustini | 4.      | "Listen"                       | Dreamgirls                | Továbbjutott |
| Lola Saunders   | 5.      | "When You Believe"             | Egyiptom hercege          | Továbbjutott |
| Paul Akister    | 6.      | "Try a Little Tenderness"      | The Commitments           | Továbbjutott |
| Lauren Platt    | 7.      | "Let It Go"                    | Jégvarázs                 | Továbbjutott |
| Jack Walton     | 8.      | "Eye of the Tiger"             | Rocky III                 | Továbbjutott |
| Fleur East      | 9.      | "Lady Marmalade"               | Moulin Rouge!             | Továbbjutott |
| Stevi Ritchie   | 10.     | "Footloose"                    | Gumiláb                   | Továbbjutott |
| Stereo Kicks    | 11.     | "Let It Be" / "Hey Jude"       | Csak a szerelem kell      | Továbbjutott |
| Ben Haenow      | 12.     | "I Don't Want to Miss a Thing" | Armageddon                | Továbbjutott |
| Párbaj          |         |                                |                           |              |
| Jake Quickenden | 1.      | "Red"                          | "Red"                     | Kiesett      |
| Only The Young  | 2.      | "The Winner Takes It All"      | "The Winner Takes It All" | Továbbjutott |

A zsűri szavazata
- Mel B: Only The Young
- Walsh: Jake Quickenden
- Cowell: Jake Quickeden
- Fernandez-Versini: Jake Quickenden

#### 4. hét (november 1/2.)
- Téma: Halloween ("Fright Night")[48]
- Közös produkció: "Firework"
- Sztárfellépők:  
  - Szombat: The Script[49]
  - Vasárnap:John Legend és Cheryl[48]

| Versenyző       | Sorrend | Dal                                       | Eredmény     |
| --------------- | ------- | ----------------------------------------- | ------------ |
| Ben Haenow      | 1.      | "Highway to Hell"                         | Továbbjutott |
| Lola Saunders   | 2.      | "Crazy"                                   | Utolsó kettő |
| Fleur East      | 3.      | "Thriller"                                | Továbbjutott |
| Jack Walton     | 4.      | "Bleeding Love"                           | Kiesett      |
| Jay James       | 5.      | "Mad World"                               | Továbbjutott |
| Andrea Faustini | 6.      | "Relight My Fire"                         | Továbbjutott |
| Lauren Platt    | 7.      | "Dark Horse"                              | Továbbjutott |
| Paul Akister    | 8.      | "Bat Out of Hell"                         | Továbbjutott |
| Only The Young  | 9.      | "Monster Mash"                            | Továbbjutott |
| Stereo Kicks    | 10.     | "Everybody"                               | Utolsó kettő |
| Stevi Ritchie   | 11.     | "The Music of the Night"                  | Továbbjutott |
| Párbaj          |         |                                           |              |
| Lola Saunders   | 1.      | "(You Make Me Feel Like) A Natural Woman" | Kiesett      |
| Stereo Kicks    | 2.      | "Fuckin' Perfect"                         | Továbbjutott |

- A héten ismét dupla kiesés volt, de új módszerrel, szombaton a legkevesebb szavazatot elért versenyző azonnal kiesett. Vasárnap pedig a szokásoshoz hasonlóan a két legkevesebb szavazattal rendelkező versenyző párbajozott a zsűri szavazataiért.

A zsűri szavazata
- Walsh: Lola Saunders
- Fernandez-Versini: Stereo Kicks
- Mel B: Lola Saunders
- Cowell: Stereo Kicks

#### 5. hét (november 8/9.)
- Téma: Queen vs. Michael Jackson[51]
- Közös produkció: "Never Forget"
- Sztárfellépő: Sam Smith és One Direction[36]

| Versenyző       | Sorrend | Dal                      | Eredmény     |
| --------------- | ------- | ------------------------ | ------------ |
| Paul Akister    | 1.      | "Don't Stop Me Now"      | Utolsó kettő |
| Jay James       | 2.      | "The Show Must Go On"    | Utolsó kettő |
| Lauren Platt    | 3.      | "I'll Be There"          | Továbbjutott |
| Only The Young  | 4.      | "Blame It on the Boogie" | Továbbjutott |
| Ben Haenow      | 5.      | "Man in the Mirror"      | Továbbjutott |
| Stevi Ritchie   | 6.      | "Bohemian Rhapsody"      | Továbbjutott |
| Stereo Kicks    | 7.      | "You Are Not Alone"      | Továbbjutott |
| Fleur East      | 8.      | "Will You Be There"      | Továbbjutott |
| Andrea Faustini | 9.      | "Somebody to Love"       | Továbbjutott |
| Párbaj          |         |                          |              |
| Paul Akister    | 1.      | "Clown"                  | Kiesett      |
| Jay James       | 2.      | "Tears in Heaven"        | Továbbjutott |

A zsűri szavazata
- Cowell: Paul Akister
- Mel B: Jay James
- Fernandez-Versini: Jay James
- Walsh: Paul Akister

#### 6. hét (november 15/16.)
- Téma: Big band[53]
- Közös produkció: "Shake it off"
- Sztárfellépő: Nicole Scherzinger és Olly Murs

| Versenyző       | Sorrend | Dal                                           | Eredmény     |
| --------------- | ------- | --------------------------------------------- | ------------ |
| Andrea Faustini | 1.      | "Summertime"                                  | Továbbjutott |
| Lauren Platt    | 2.      | "Smile"                                       | Továbbjutott |
| Jay James       | 3.      | "Empire State of Mind" / "New York, New York" | Utolsó kettő |
| Stereo Kicks    | 4.      | "Mack the Knife"                              | Továbbjutott |
| Ben Haenow      | 5.      | "Cry Me a River"                              | Továbbjutott |
| Only The Young  | 6.      | "I Wan'na Be Like You"                        | Továbbjutott |
| Stevi Ritchie   | 7.      | "Mambo No. 5" / "She Bangs"                   | Utolsó kettő |
| Fleur East      | 8.      | "Bang Bang"                                   | Továbbjutott |
| Párbaj          |         |                                               |              |
| Jay James       | 1.      | "Keane" – "Somewhere Only We Know"            | Kiesett      |
| Stevi Ritchie   | 2.      | "Somebody to Love"                            | Továbbjutott |

A zsűri szavazata
- Cowell: Ritchie
- Walsh: Ritchie
- Mel B: James
- Fernandez-Versini: James

#### 7. hét (november 22/23.)
- Téma: Elton John vs. Whitney Houston[55]
- Közös produkció:
- Sztárfellépő:  
  - Szombat: David Guetta featuring Emeli Sandé[37]
  - Vasárnap: Labrinth és a Take That[37]

| Versenyző       | Sorrend | Dal                                        | Eredmény     |
| --------------- | ------- | ------------------------------------------ | ------------ |
| Lauren Platt    | 1.      | "How Will I Know"                          | Továbbjutott |
| Ben Haenow      | 2.      | "I Will Always Love You"                   | Továbbjutott |
| Only The Young  | 3.      | "Something About the Way You Look Tonight" | Kiesett      |
| Andrea Faustini | 4.      | "I Have Nothing"                           | Utolsó kettő |
| Fleur East      | 5.      | "I'm Every Woman"                          | Továbbjutott |
| Stevi Ritchie   | 6.      | "I'm Still Standing"                       | Utolsó kettő |
| Stereo Kicks    | 7.      | "Don't Let the Sun Go Down on Me"          | Továbbjutott |
| Párbaj          |         |                                            |              |
| Andrea Faustini | 1.      | "Stop!"                                    | Továbbjutott |
| Stevi Ritchie   | 2.      | "This Is the Moment"                       | Kiesett      |

- A héten ismét dupla kiesés volt, a legkevesebb szavazatot kapó versenyző szombaton, a másik versenyző a szokásos párbaj útján vasárnap távozott.[57]

A zsűri szavazata
- Mel B: Ritchie
- Fernandez-Versini: Ritchie
- Cowell: Faustini
- Walsh: Ritchie

#### 8. hét (november 29/30.)
- Téma: "Jukebox", Sztárok által választott dalok[58][59]
- Közös produkció: "Sombody to Love" a Queen + Adam Lambertel
- Sztárfellépő: Queen + Adam Lambert+ versenyzők és Union J valamint Ella Henderson

A versenyzők ezen a héten először két dallal álltak színpadra. Az egyik dalt a nézők a hivatalos applikáció segítségével választották a versenyzőknek. A versenyzőknek a másik dalt ismert előadók választották ki.
| Versenyző       | Sorrend | Első dal                 | Választotta:             | Sorrend                  | Második dal              | Választotta:             | Eredmény     |
| --------------- | ------- | ------------------------ | ------------------------ | ------------------------ | ------------------------ | ------------------------ | ------------ |
| Ben Haenow      | 1.      | "Come Together"          | One Direction            | 7.                       | "Thinking Out Loud"      | nézői szavazatok         | Továbbjutott |
| Lauren Platt    | 2.      | "Clarity"                | Little Mix               | 6.                       | "Don't You Worry Child"  | nézői szavazatok         | Utolsó kettő |
| Stereo Kicks    | 3.      | "Just the Way You Are"   | Tulisa Contostavlos      | 8.                       | "Run"                    | nézői szavazatok         | Utolsó kettő |
| Fleur East      | 4.      | "A Fool in Love"         | Emeli Sandé              | 9.                       | "If I Ain't Got You"     | nézői szavazatok         | Továbbjutott |
| Andrea Faustini | 5.      | "Chandelier"             | Sam Smith                | 10.                      | "Hero"                   | nézői szavazatok         | Továbbjutott |
| Párbaj          |         |                          |                          |                          |                          |                          |              |
| Lauren Platt    | 1.      | "I Know Where I've Been" | "I Know Where I've Been" | "I Know Where I've Been" | "I Know Where I've Been" | "I Know Where I've Been" | Továbbjutott |
| Stereo Kicks    | 2.      | "I Won't Give Up"        | "I Won't Give Up"        | "I Won't Give Up"        | "I Won't Give Up"        | "I Won't Give Up"        | Kiesett      |

A zsűri szavazata
- Walsh: Platt
- Mel B:  Platt
- Fernandez-Versini:  Stereo Kicks
- Cowell: Stereo Kicks

#### 9. hét (december 6/7.)
- Téma:Karácsony, A versenyző saját választása[61]
- Sztárfellépő:  Fifth Harmony, Sam Bailey és Idina Menzel & Michael Bublé[38]

| Versenyző       | Sorrend | Első dal                          | Sorrend           | Második dal        | Eredmény     |
| --------------- | ------- | --------------------------------- | ----------------- | ------------------ | ------------ |
| Fleur East      | 1.      | "All I Want for Christmas Is You" | 6.                | "Uptown Funk"      | Továbbjuott  |
| Lauren Platt    | 2.      | "Stay Another Day"                | 5.                | "Story of My Life" | Utolsó kettő |
| Ben Haenow      | 3.      | "Please Come Home for Christmas"  | 8.                | "Hallelujah"       | Továbbjutott |
| Andrea Faustini | 4.      | "O Holy Night"                    | 7.                | "Wrecking Ball"    | Utolsó kettő |
| Párbaj          |         |                                   |                   |                    |              |
| Lauren Platt    | 1.      | "There You'll Be"                 | "There You'll Be" | "There You'll Be"  | Kiesett      |
| Andrea Faustini | 2.      | "Who You Are"                     | "Who You Are"     | "Who You Are"      | Továbbjutott |

A zsűri szavazata
- Fernandez-Versini: Faustini
- Mel B: Platt
- Walsh: Platt
- Cowell: Platt

### Finálé (december 13/14.)
December 13.
- Téma: Új dal, Sztár duettek
- Közös produkció:"Rule the World" (a Take That-tel) és "All About That Bass" (with Meghan Trainor-ral)
- Sztárfellépő: Take That, Meghan Trainor, korábbi versenyzők és Ed Sheeran[39]

| Versenyző       | Sorrend | Első dal        | Sorrend | Sztárduett                             | Eredmény     |
| --------------- | ------- | --------------- | ------- | -------------------------------------- | ------------ |
| Ben Haenow      | 1.      | "Demons"        | 4.      | "Thinking Out Loud" (Ed Sheeran-el)    | Továbbjutott |
| Andrea Faustini | 2.      | Feeling Good"   | 5.      | "Ghost (Ella Henderson-al)             | Kiesett      |
| Fleur East      | 3.      | "Can't Hold Us" | 6.      | "Beneath Your Beautiful" (Labrinth-al) | Továbbjutott |

Mel B-t az este folyamán betegsége miatt Tulisa helyettesítette.
December 14.
- Téma: Kedvenc dal, Győztes dal
- Sztárfellépő: Olly Murs & Demi Lovato, One Direction & Ronnie Wood és Sam Smith[39]

| Versenyző  | Sorrend | Kedvenc dal         | Sorrend | Győztes dal        | Eredmény          |
| ---------- | ------- | ------------------- | ------- | ------------------ | ----------------- |
| Ben Haenow | 1.      | "Man in the Mirror" | 3.      | "Something I Need" | Nyertes           |
| Fleur East | 2.      | "Uptown Funk"       | 4.      | "Something I Need" | Második helyezett |

## Nézettség
| Epizód              | Vetítés              | Nézők (millió) | Időtartam (perc) | Forrás |
| ------------------- | -------------------- | -------------- | ---------------- | ------ |
| Válogatás 1.        | 2014. augusztus 30.  | 10.09          | 85               | [ 64 ] |
| Válogatás 2.        | 2014. augusztus 31.  | 8.84           | 60               | [ 65 ] |
| Válogatás 3.        | 2014. szeptember 6.  | 9.60           | 80               | [ 66 ] |
| Válogatás 4.        | 2014. szeptember 7.  | 8.49           | 65               | [ 67 ] |
| Válogatás 5.        | 2014. szeptember 13. | 9.71           | 80               | [ 68 ] |
| Válogatás 6.        | 2014. szeptember 14. | 9.08           | 60               | [ 69 ] |
| Válogatás 7.        | 2014. szeptember 20. | 9.70           | 80               | [ 70 ] |
| Válogatás 8.        | 2014. szeptember 21. | 9.35           | 60               | [ 71 ] |
| Tábor 1.            | 2014. szeptember 26. | 5.62           | 60               | [ 72 ] |
| Tábor 2.            | 2014. szeptember 27. | 7.16           | 80               | [ 73 ] |
| Tábor 3.            | 2014. szeptember 28. | 8.16           | 60               | [ 74 ] |
| Mentorok háza 1.    | 2014. október 3.     | 7.28           | 60               | [ 75 ] |
| Mentorok háza 2.    | 2014. október 4.     | 8.16           | 80               | [ 76 ] |
| Mentorok háza 3.    | 2014. október 5.     | 9.58           | 60               | [ 77 ] |
| Élő show 1.         | 2014. október 11.    | 8.31           | 150              | [ 78 ] |
| Eredményhirdetés 1. | 2014. október 12.    | 9.32           | 60               | [ 79 ] |
| Élő show 2.         | 2014. október 18.    | 8.39           | 140              | [ 80 ] |
| Eredményhirdetés 2. | 2014. október 19.    | 8.97           | 60               | [ 81 ] |
| Élő show 3.         | 2014. október 25.    | 8.02           | 130              | [ 82 ] |
| Eredményhirdetés 3. | 2014. október 26.    | 8.21           | 60               | [ 83 ] |
| Élő show 4.         | 2014. november 1.    | 8.17           | 120              | [ 84 ] |
| Eredményhirdetés 4. | 2014. november 2.    | 8.11           | 60               | [ 85 ] |
| Élő show 5.         | 2014. november 8.    | 8.58           | 105              | [ 86 ] |
| Eredményhirdetés 5. | 2014. november 9.    | 7.85           | 60               | [ 87 ] |
| Élő show 6.         | 2014. november 15.   | 8.28           | 100              | [ 88 ] |
| Eredményhirdetés 6. | 2014. november 16.   | 8.86           | 60               | [ 89 ] |
| Élő show 7.         | 2014. november 22.   | 8.23           | 100              | [ 90 ] |
| Eredményhirdetés 7. | 2014. november 23.   | 8.27           | 60               | [ 91 ] |
| Élő show 8.         | 2014. november 29.   | 8.38           | 105              | [ 92 ] |
| Eredményhirdetés 8. | 2014. november 30.   | 8.30           | 60               | [ 93 ] |
| Élő show 9.         | 2014. december 6.    | 7.73           | 90               | [ 94 ] |
| Eredményhirdetés 9. | 2014. december 7.    | 8.65           | 60               | [ 95 ] |
| Finálé I.           | 2014. december 13.   | 8.93           | 125              | [ 96 ] |
| Finálé II.          | 2014. december 14.   | 9.88           | 125              | [ 97 ] |

## Sugárzása a világban
Az idei évad volt az első, amelyet a világ több országában is képernyőre tűztek egyes csatornák. Képernyőre került a műsor Írországban, az USA-ban, Kanadában, Dániában, Norvégiában, Szingapúrban, Brazíliában, Lengyelországban, Máltában, Izraelben, Indiában, Izlandon, Dél-Afrikában és Délkelet-Ázsiában.